# Francisco Ruiz de Castro
Francisco Ruiz de Castro, conte di Lemos (Madrid, maggio 1579 – Sahagún, 1637), è stato un politico spagnolo.

## Biografia
Figlio di Fernando Ruiz de Castro, viceré di Napoli dal 1599 al 1601, e Catalina de Zúñiga, succedette al padre nella stessa carica "ad interim" a partire dalla sua morte, nel 1601, ad appena 22 anni. Rimase a Napoli come viceré fino al 1603.
Nel 1610 sposò Lucrezia Gattinara di Legnana, contessa di Castro e duchessa di Taurisano.
Fu ambasciatore a Venezia, e tra il 1609 e il 1615, a Roma.  Negli anni qui trascorsi svolse una rilevante attività di mecenatismo. Tra gli artisti romani con i quali entrò in rapporti vi è il pittore Orazio Borgianni cui commissionò più opere tra le quali forse anche il Cristo tra i dottori (menzionato in un inventario di beni del segretario di Ruiz de Castro), una delle sue opere più apprezzate a livello critico.
Nel 1616 divenne viceré di Sicilia, posizione mantenuta fino al 1622. A seguito della morte del fratello in quell'anno, e della moglie nel 1623, nel 1629, dopo aver rinunciato al titolo ed al patrimonio a favore del figlio, decise di diventare monaco benedettino presso il monastero di San Benito a Sahagún con il nome di padre Agostino de Castro. Morì nel 1637 e fu sepolto a Monforte de Lemos nella tomba di famiglia.